# Jimmy Giraudon
Jimmy Giraudon (La Rochelle, 16 gennaio 1992) è un calciatore francese, difensore dell'Orléans.

## Caratteristiche tecniche
È un difensore centrale.

## Carriera
Cresciuto nelle giovanili del Niort, ha esordito il 10 settembre 2010 in un match perso 2-0 contro il Guingamp.

## Statistiche

### Presenze e reti nei club
Statistiche aggiornate al 22 maggio 2022.
| Stagione        | Squadra         | Campionato      | Campionato | Campionato | Coppe nazionali | Coppe nazionali | Coppe nazionali | Coppe continentali | Coppe continentali | Coppe continentali | Altre coppe | Altre coppe | Altre coppe | Totale | Totale | Totale |
| Stagione        | Squadra         | Comp            | Pres       | Reti       | Comp            | Pres            | Reti            | Comp               | Pres               | Reti               | Comp        | Pres        | Reti        | Pres   | Reti   |        |
| --------------- | --------------- | --------------- | ---------- | ---------- | --------------- | --------------- | --------------- | ------------------ | ------------------ | ------------------ | ----------- | ----------- | ----------- | ------ | ------ | ------ |
| 2010-2011       | Niort           | N               | 4          | 0          | CF              | 0               | 0               |                    | -                  | -                  |             | -           | -           | 4      | 0      |        |
| 2011-2012       | Niort           | N               | 17         | 0          | CF              | 2               | 0               |                    | -                  | -                  |             | -           | -           | 19     | 0      |        |
| Totale Niort    | Totale Niort    | Totale Niort    | 21         | 0          |                 | 2               | 0               |                    | -                  | -                  |             | -           | -           | 23     | 0      |        |
| 2012-2013       | Grenoble        | CFA             | 24         | 0          | CF              | 0               | 0               |                    | -                  | -                  |             | -           | -           | 24     | 0      |        |
| 2013-2014       | Grenoble        | CFA             | 22         | 1          | CF              | 1               | 0               |                    | -                  | -                  |             | -           | -           | 23     | 1      |        |
| 2014-2015       | Grenoble        | CFA             | 25         | 0          | CF              | 3               | 0               |                    | -                  | -                  |             | -           | -           | 28     | 0      |        |
| 2015-2016       | Grenoble        | CFA             | 30         | 0          | CF              | 1               | 0               |                    | -                  | -                  |             | -           | -           | 31     | 0      |        |
| Totale Grenoble | Totale Grenoble | Totale Grenoble | 101        | 1          |                 | 5               | 0               |                    | -                  | -                  |             | -           | -           | 106    | 1      |        |
| 2016-2017       | Troyes          | L2              | 34+2       | 2+0        | CF+CdL          | 2+1             | 0               |                    | -                  | -                  |             | -           | -           | 39     | 2      |        |
| 2017-2018       | Troyes          | L1              | 25         | 0          | CF+CdL          | 2+1             | 0               |                    | -                  | -                  |             | -           | -           | 28     | 0      |        |
| 2018-2019       | Troyes          | L2              | 35+1       | 0          | CF+CdL          | 2+2             | 0               |                    | -                  | -                  |             | -           | -           | 40     | 0      |        |
| 2019-2020       | Troyes          | L2              | 26         | 0          | CF+CdL          | 0+1             | 0               |                    | -                  | -                  |             | -           | -           | 27     | 0      |        |
| 2020-2021       | Troyes          | L2              | 33         | 0          | CF              | 0               | 0               |                    | -                  | -                  |             | -           | -           | 33     | 0      |        |
| 2021-gen. 2022  | Troyes          | L1              | 19         | 0          | CF              | 0               | 0               |                    | -                  | -                  |             | -           | -           | 33     | 0      |        |
| Totale Troyes   | Totale Troyes   | Totale Troyes   | 175        | 2          |                 | 11              | 0               |                    | -                  | -                  |             | -           | -           | 186    | 2      |        |
| gen.-giu. 2022  | Leganés         | SD              | 5          | 0          |                 | -               | -               |                    | -                  | -                  |             | -           | -           | 5      | 0      |        |
| Totale carriera | Totale carriera | Totale carriera | 302        | 3          |                 | 18              | 0               |                    | -                  | -                  |             | -           | -           | 320    | 3      |        |

## Palmarès

### Club

#### Competizioni nazionali
- Campionato francese di seconda divisione: 1

Troyes: 2020-2021